# Esthlodora
Esthlodora là một chi bướm đêm thuộc họ Erebidae.

## Loài
- Esthlodora cyanospila Turner, 1908
- Esthlodora variabilis Swinhoe, 1901
- Esthlodora versicolor Turner, 1902